# Mr. Monster
Doc Stearn, alias Mr. Monster, est un super-héros semi-humoristique créé par l'auteur de bande dessinée américain Michael T. Gilbert (en) en 1984. Il a fait l'objet d'un comic book, Doc Stearn...Mr. Monster, publié par Eclipse Comics de 1985 à 1987 et Dark Horse Comics de 1988 à 1990. Depuis, il a été le héros de nombreux one-shots et mini-séries, et apparaît régulièrement dans les anthologies Dark Horse Presents.

## Publications
- Vanguard Illustrated #7 (Pacific Comics), July 1984.
- Doc Stearn...Mr. Monster #1-10 (Eclipse Comics), 1985–1987. Issues 1-5 collected as Mr. Monster: His Books of Forbidden Knowledge Vol. 1 (Marlowe & Company), 1996.
- Mr. Monster's Super Duper Special #1-8 (Eclipse Comics), 1986–1987.
- Airboy #28 (prologue to Airboy and Mr. Monster, Eclipse Comics), August 1987.
- Airboy and Mr. Monster one-shot (Eclipse Comics), August 1987.
- Mighty Mites V.2 #2 (Eternity Comics (en)), September 1987.
- Wacky Squirrel Halloween Adventure Special one-shot (Dark Horse Comics), 1987.
- Dark Horse Presents #14, 20, 28, 33 (Dark Horse Comics), 1988-1989.
- Doc Stearn...Mr. Monster #1-8 (Dark Horse Comics), 1988-1990. Collected with revisions as Mr. Monster: Origins (Graphitti Designs), 1996.
- Mr. Monster Attacks #1-3 (Tundra Publishing), 1992.
- Mr. Monster's 3-D Triple Threat one-shot (Atlas), 1993.
- Penthouse Max #3 (Penthouse), 1996.
- Mr. Monster Presents: Crack-a-Boom! #1-3 (Caliber Comics), 1997.
- Mr. Monster Vs. Gorzilla one-shot (Image Comics), 1998.
- Mr. Monster's Gal Friday Kelly #1-3 (Image Comics), 2000.
- Mr. Monster: His Books of Forbidden Knowledge Vol. 0 (TwoMorrows Publishing), 2001. Reprints all Mr. Monster stories from Dark Horse Presents (v. 1), as well as material from Crack-a-Boom! #s 1 and 2, Hero Illustrated #11, Trencher X-Mas Bites Special #1, and Mr. Monster Attacks! #2, along with new material.
- Mr. Monster: Worlds War Two (Atomeka Press (en)), 2004. Reprints Penthouse Max #3.
- Mr. Monster: Who Watches the Garbagemen? (Atomeka), 2005. Reprints stories from Mr. Monster (Eclipse) #3 and 6, Mr. Monster Attacks! #1, and Mr. Monster's Gal Friday Kelly #3, along with new material.
- Dark Horse Presents vol. 2 #1-3, 17, 27-30, 33-35 (Dark Horse Comics), 2011-2014.
- YEET Presents #34 and #36 (Cost Of Paper Comics), 2020[1].